# Gerda Haas (Leichtathletin)
Gerda Haas (* 19. Juni 1965) ist eine ehemalige österreichische Hürdenläuferin und Sprinterin.
Im 400-Meter-Hürdenlauf erreichte sie bei den Europameisterschaften 1986 in Stuttgart das Halbfinale und schied bei den Weltmeisterschaften 1987 in Rom im Vorlauf aus.
Von 1984 bis 1990 wurde sie je siebenmal in Folge österreichische Meisterin über 400 Meter und 400 Meter Hürden, außerdem zweimal über 100 Meter (1985, 1986) und viermal über 200 Meter (1985–1988). In der Halle holte sie siebenmal den nationalen Titel über 400 Meter (1982, 1984–1989) und viermal über 200 Meter (1985–1988).

## Persönliche Bestzeiten
- 60 m: 7,59 s, 30. Januar 1986, Wien
- 100 m: 11,68 s, 11. Juli 1986, Linz
- 200 m: 23,73 s, 30. Juli 1989, Wolfsberg
  - Halle: 24,02 s, 15. Februar 1987, Wien
- 400 m: 52,59 s, 27. August 1983, Schwechat
  - Halle: 53,45 s, 15. Februar 1987, Wien
- 100 m Hürden: 14,10 s, 19. Mai 1986, Hainfeld
- 400 m Hürden: 56,86 s, 27. Juni 1987, Athen (österreichischer Rekord)